# Jácome de Morais Sarmento
Jácome de Morais Sarmento foi um militar Português que exerceu os cargos de Governador de Moçambique entre 1699 e 1703 e mais tarde de Governador de Timor e Solor entre 1708 e 1709.